# Château du Plessis-Josso
 (mai 2008).
Si vous disposez d'ouvrages ou d'articles de référence ou si vous connaissez des sites web de qualité traitant du thème abordé ici, merci de compléter l'article en donnant les références utiles à sa vérifiabilité et en les liant à la section « Notes et références ».
Pour les articles homonymes, voir Château du Plessis et Josso.
Le Plessis-Josso est un manoir breton datant du Moyen Âge. Ce manoir est situé à l'est de la commune française de Theix-Noyalo, à proximité de Vannes, dans le département du Morbihan, en région Bretagne.
Le Plessis-Josso est ouvert pour les visites pendant l'été, et propose la location de salles de spectacles et d'un gîte rural.

## Historique
Ce manoir bien conservé et toujours habité s'élève à proximité d'un étang. Cet ensemble féodal breton possède encore son enceinte fortifiée avec ses tours et murs crénelés qui le protégeaient des bandes armées et des pillards qui sévissaient dans la région pendant les guerres de Religion du XVIe siècle.
Construit vers 1330 par Sylvestre Josso, écuyer ducal, durant la période agitée de la guerre de Succession de Bretagne au XIVe siècle, il passa ensuite par alliance dans la puissante famille Rosmadec et servit de résidence à des personnages importants tels qu'un évêque, des sénéchaux et des gouverneurs de villes bretonnes. À la fin du XVIIIe siècle, il devint la propriété de la famille Le Mintier de Léhélec qui l'habite encore aujourd'hui.
Le Plessis-Josso, comme tous les manoirs de Bretagne au XVe siècle, avait surtout une fonction agricole à la tête d'un domaine de 1 500 ha s'étendant sur plusieurs paroisses et une population de 500 habitants. Il possédait plusieurs moulins, des fours, une chapelle et un port privé dans le golfe du Morbihan. Son rôle était donc à la fois politique, économique et administratif.

## Description
La cour fermée est protégée par les bâtiments résidentiels et de service, la courtine crénelée, la tour d'angle.

## Protection aux monuments historiques
Le domaine fait l'objet de plusieurs protections.
Le château, à l'exception des parties classées, fait l’objet d’une inscription depuis le 16 février 1929.
Les façades et la toiture sur cour du château proprement dit, les façades et toitures du pavillon du XVIIe siècle, la façade sur cour du bâtiment sud-est des communs, ainsi que le rempart crénelé au sud-est et au sud-ouest font l’objet d’un classement depuis le 22 avril 1981.
Les façades et toitures du moulin et de la grange sur l'ancienne aire à battre, les murs ouest et nord de l'enceinte fortifiée du château, les murs autour du Plessis-Josso et ceux clôturant les anciens jardins à l'est font l’objet d’une inscription depuis le 9 novembre 2001.
À noter qu'en 1987, Jean-Claude Motte, artisan ferronnier d'art, restaura les ferronneries.